# 足上がり
『足上がり』（あしあがり）は上方落語の演目。『番頭足あがり』（ばんとうあしあがり）とも。「芝居噺」に属する。商家の芝居好きの番頭が店の金を横領した上に主人に無断で遊びがてらの観劇に行ったことを丁稚に口止めさせたが、主人に露見してしまい、それを知らずに戻ってきた番頭が芝居の中身を丁稚に話したところで落ちとなる。
桂松光の演目帳『風流昔噺』（万延2年・1861年）に「仕場居（しばい）ずきばんと、足が上ルト言落」という記載がある。4代目桂米團治が「十八番」とし、さらにその弟子の3代目桂米朝が師匠の口演を聞き覚えて伝えられた。
演題にもなっている「足が上がる」とは「解雇される」の意味で、それが落ちになっているが、現在では廃語のためわかりづらい面がある。

## あらすじ
さる大家の番頭は、店の金を着服しては芸妓遊びを繰り返している。今夜も中座でお茶屋の連中を侍らしての桟敷で芝居見物を楽しみ、お供で連れてきた芝居好きの丁稚定吉に自身の悪事を吹聴し、「旦那はんにはこう言うんやで。決して芝居に行ったて言うんやないで。」と嘘の理由を教えて先に帰らせる。
定吉は旦那に「番頭はんは、播磨屋はんとこで横田はんらと碁打ってたんでやすが、遅なるのでわたい先に帰らしたんだす。」と、教えられたまま言うが、「定吉、そのお座布団触ってみ。温ったかいやろ。最前まで、播磨屋はん座ってはったんや。今日は番頭はんに会わんならんけど、まだ帰ってこんのかいな言うて、帰らはったばっかしやねん。ここにいてはった人が自分の家にいるとはおかしいやないか。嘘つきなはんな。」と旦那に決め付けられ、とうとう洗いざらい白状してしまう。
旦那は「何ちゅう奴っちゃ。飼い犬に手噛まれるとはこのことや。明日、請け人呼んで話つける。」と怒る。定吉は「ええっ！番頭はん、足上がるんでっか。どうぞ勘弁しとくれやす。番頭の過ちはこの丁稚が代わって…」と必死にとりなすも、旦那は許さず「アホ！あべこべじゃ。」と、口止めを命じて奥に入ってしまう。その後、帰ってきた番頭は定吉を部屋に呼び、「お前が帰ったあとの芝居よかったんやで。」と、『四谷怪談』の大詰「蛇山庵室の場」を仕方噺で聞かせる。定吉はお岩の幽霊の件に怖がって「わたい怖うて、夜、手水（便所）に行かれへん。」とこぼしながらも「けど、番頭はん、芝居巧いなあ。」と褒める。
気を良くした番頭が「どや、ここで、幽霊が蚊帳の中に消えるとこ、まるで宙に浮いとるようやったやろ。」と得意げに言うと、定吉「宙に浮くはず、既に足が上がっています。」

## 口演での特徴
後半部は『四谷怪談』の芝居が中心となる。3代目米朝は芝居の台詞にも工夫が必要であるとし、たとえば、お岩の幽霊に悩む伊右衛門の「夜毎に悩ます鼠の祟り」を「サラサラと言うたらいかん。『夜毎に悩ます』で間を取ってから『鼠の祟り』と言わんと台詞が締まらへんのや。」と説明している。また定吉が芝居小屋の様子を旦那に伝える場面について、小佐田定雄は「明治時代の上等の芝居見物の雰囲気をよく表している」と評している。
番頭が芝居語りを始めるときに、「暮六つの鐘」をハメものの銅鑼の縁を撞木（本来は当り鉦に用いるもの）で「カカカカカカン」と叩く演出があるが、3代目米朝は師匠の4代目米團治の高座の際に下座でこの役目をしたものの、そのときまで米團治の口演を一度しか聞いたことがなかったために普通の銅鑼を鳴らす叩き方をして、米團治が高座から下りた後に「この噺聞いたことないんかっ! 」とひどく叱られたという。